# 노란
노란(1994년 3월 17일 ~ )은 대한민국의 여자 배구 선수이다. 현재 대전 KGC인삼공사 배구단에서 리베로로 활동중이다. 2012-13 시즌 신인 드래프트에서 3라운드 3순위로 기업은행에 지명되며 프로 무대에 입문하였다.

## 내력
2017-18 시즌 종료 후에 자유계약선수제도 자격을 획득하였고, 2018년 4월 23일 IBK기업은행과 재계약 소식이 발표되었다.

## 수상

### 소속팀
화성 IBK기업은행 알토스 
- V-리그 (3): 2013, 2015, 2017
- KOVO컵 (3): 2013, 2015, 2016